# حسن عبد الرحمن بك
حسن عبد الرحمن بك هو أحد أساتذة مدرسة طب قصر العيني في أيام نظارة محمد علي باشا البقلي عليها. ألف ـ بأمر البقلي ـ كتاب «القول الصحيح في علم التشريح» لكي يدرس في مدرسة قصر العيني.